# Шипаев, Константин Олегович
Константин Олегович Шипаев (род. 15 октября 1985) — российский борец греко-римского стиля. Бронзовый призёр чемпионата России.

## Карьера
В январе 2012 года в Тюмени стал бронзовым призёром Гран-При Ивана Поддубного. В октябре 2012 года в финском Куортане завоевал бронзовую медаль чемпионата мира среди студентов. В мае 2012 года в Саранске завоевал бронзовую медаль чемпионата России. В январе 2014 года в Тюмени во второй раз стал бронзовым призёром Гран-при Ивана Поддубного.

## Спортивные результаты
- Гран-при Ивана Поддубного 2012 — ;
- Чемпионат России по греко-римской борьбе 2012 — ;
- Чемпионат мира по борьбе среди студентов 2012 — ;
- Кубок России по греко-римской борьбе 2012 (команда) — ;
- Гран-при Ивана Поддубного 2014 — ;

## Личная жизнь
Является выпускником красноярского института физической культуры, спорта и туризма Сибирского федерального университета.